# Нижнекарышево
Нижнекарышево (баш. Түбәнге Ҡарыш) — село в Балтачевском районе Башкортостана, относится к Нижнекарышевскому сельсовету.

## Географическое положение
Расстояние до:
- районного центра (Старобалтачёво): 20 км,
- центра сельсовета (Верхнекарышево): 3 км,
- ближайшей ж/д станции (Куеда): 90 км.

## Население
| 2002 | 2009 | 2010 |
| ---- | ---- | ---- |
| 482  | ↘470 | ↘387 |

Согласно переписи 2002 года, преобладающие национальности — башкиры (60 %), татары (37 %).